# Ingersleben (Saksonia-Anhalt)
Ingersleben – miejscowość i gmina w Niemczech, w kraju związkowym Saksonia-Anhalt, w powiecie Börde, należąca do gminy związkowej Flechtingen.
Dzielnice gminy: Alleringersleben, Eimersleben, Morsleben i Ostingersleben.